# أرماند دوريه
أرماند دوريه (بالفرنسية: Armand Doré)‏ هو رسام فرنسي، ولد في 1824، وتوفي في 1882.